# Vandiver (Misuri)
Vandiver es una villa ubicada en el condado de Audrain en el estado estadounidense de Misuri. En el Censo de 2010 tenía una población de 71 habitantes y una densidad poblacional de 89,88 personas por km².

## Geografía
Vandiver se encuentra ubicada en las coordenadas 39°9′40″N 91°50′51″O / 39.16111, -91.84750. Según la Oficina del Censo de los Estados Unidos, Vandiver tiene una superficie total de 0.79 km², de la cual 0.78 km² corresponden a tierra firme y (0.98%) 0.01 km² es agua.

## Demografía
Según el censo de 2010, había 71 personas residiendo en Vandiver. La densidad de población era de 89,88 hab./km². De los 71 habitantes, Vandiver estaba compuesto por el 100% blancos, el 0% eran afroamericanos, el 0% eran amerindios, el 0% eran asiáticos, el 0% eran isleños del Pacífico, el 0% eran de otras razas y el 0% pertenecían a dos o más razas. Del total de la población el 0% eran hispanos o latinos de cualquier raza.